# All My Life (chanson de Girl Next Door)
Pour les articles homonymes, voir All My Life.
Singles de Girl Next Door
Signal
(2012) Standing for you
(2013)
All My Life est le 16esingle du groupe Girl Next Door sorti sous le label Avex Trax le 19 septembre 2012 au Japon. Il sort au format CD et CD+DVD. Il arrive 40e à l'Oricon et reste classé 4 semaines. All My Life a été utilisé comme thème d'ouverture pour l'émission Joshisuta. All My Life se trouve sur l'album Life of Sound.

## Liste des titres
| 1. | All My Life                                      |  |
| 2. | So Pleasure                                      |  |
| 3. | Signal (From Live Tour 2012 ～Best Collection～) |  |
| 4. | All My Life (Instrumental)                       |  |
| 5. | So Pleasure (Instrumental)                       |  |

| 1. | All My Life                                                                    |  |
| 2. | Boogie-Woogie Night (From Live Tour 2012 ～Best Collection～) (ブギウギナイト) |  |
| 3. | Rock Your Body (From Live Tour 2012 ～Best Collection～)                       |  |
| 4. | No.1 (From Live Tour 2012 ～Best Collection～)                                 |  |